# Hans Weiner
Hans Weiner (Neuenkirchen, 29 novembre 1950 – Berlino, 21 agosto 2024) è stato un calciatore tedesco, di ruolo difensore.

## Palmarès

### Competizioni nazionali
- Campionato tedesco: 2

Bayern Monaco: 1979-80, 1980-1981
- Coppa di Germania: 1

Bayern Monaco: 1981-1982

### Competizioni internazionali
- Coppa Piano Karl Rappan: 3

Hertha Berlino: 1973, 1976, 1978